# Cosme Ier de Toscane
Ne doit pas être confondu avec Cosme de Médicis.
Pour les autres membres de la famille, voir Maison de Médicis.
Cosme (ou Côme) Ier de Toscane (Cosimo I de' Medici), né le 12 juin 1519 à Florence et mort le 21 avril 1574 à Villa di Castello, près de Florence, est duc de la république de Florence du 20 septembre 1537 au 21 août 1569 et ensuite le premier grand-duc de Toscane jusqu'à son décès, pendant les dernières années de la Renaissance.

## Biographie

### Origines et accès au pouvoir

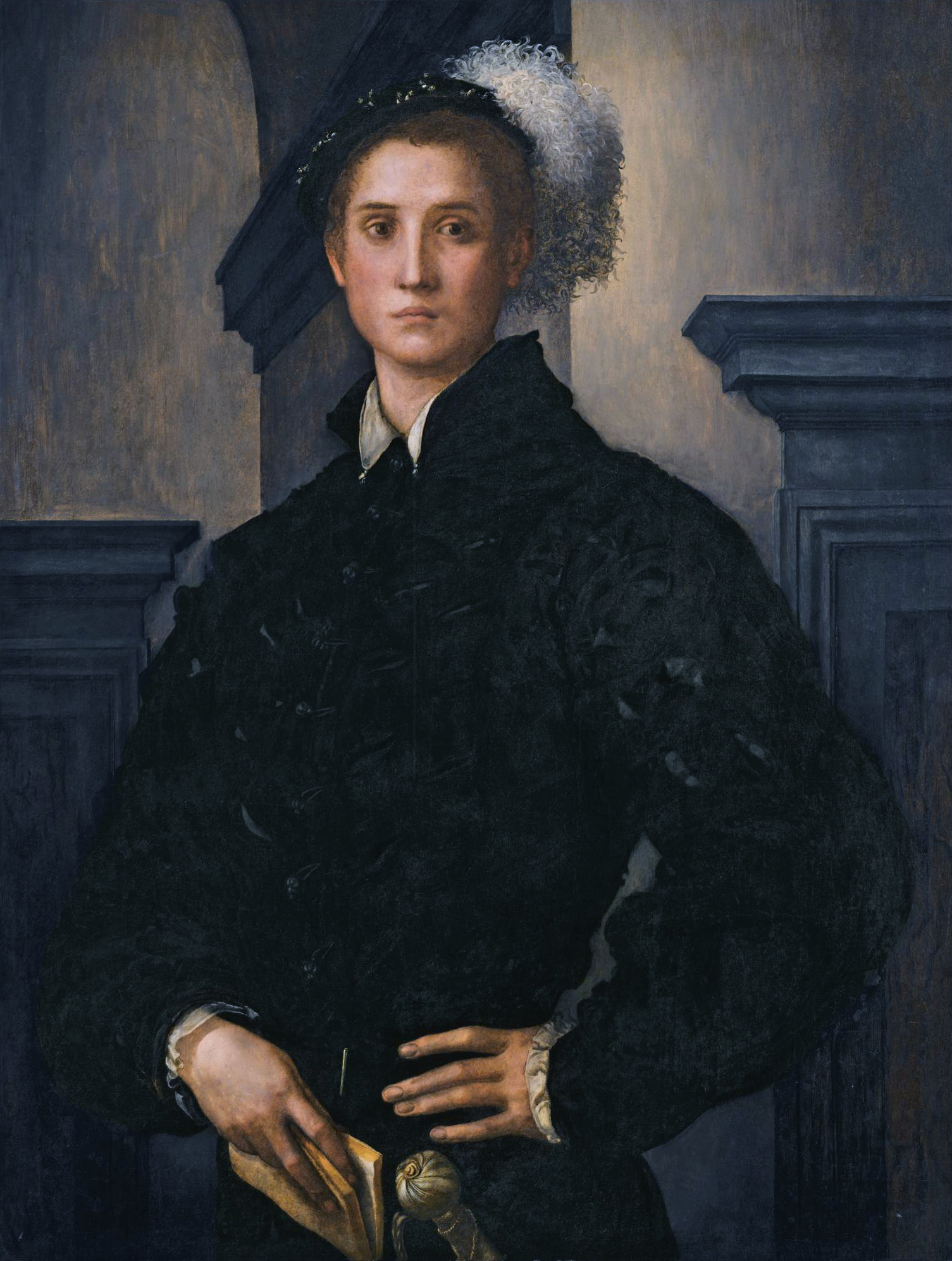
Pontormo, Portrait de Cosme de Medici vers 1538.

Cosme naît à Florence le 12 juin 1519, fils du célèbre condottiere Ludovico de' Medici, connu sous le nom de Jean des Bandes Noires (Giovanni Dalle Bande Nere en italien) et de son épouse Maria Salviati, de la branche cadette des Médicis, elle-même petite-fille de Laurent de Médicis dit le Magnifique. Il est le petit-fils de Catherine Sforza, comtesse de Forlì et dame d'Imola. Il devient duc de Florence en 1537, à l'âge de 17 ans, après l'assassinat de l'ancien duc, Alexandre de Médicis (1510-1537). Le crime a été comploté par Lorenzino de Médicis, un cousin éloigné du duc Alexandre qui appartient également à la branche cadette, mais qui ne saisit pas l'occasion pour remplacer son parent et finit par fuir Florence. Aucune des familles les plus importantes ne semble pouvoir remplacer les Médicis lorsque Cosme, alors pratiquement inconnu, apparait dans la ville, suivi de quelques serviteurs.
Cosme appartient à une branche différente de la famille Médicis, descendant de Jean le Popolano, arrière-petit-fils de Jean de Médicis (1360-1429), fondateur de la banque des Médicis. Il est alors nécessaire de chercher un successeur en dehors de la branche « aînée » de la famille descendant de Cosme de Médicis, car le seul enfant mâle d'Alexandre, le dernier descendant en ligne directe de la branche aînée, est né hors du mariage et n'a que quatre ans au moment du décès de son père.
Jusqu'à son avènement, Cosme n'a vécu qu'au Mugello, la patrie ancestrale de la famille Médicis, où il a grandi après la mort de son père. Étant donné son jeune âge et son comportement modeste, de nombreuses personnes influentes à Florence espèrent avoir affaire à un jeune homme faible et distrait, attiré uniquement par la chasse et les femmes, un homme facile à influencer. Plusieurs espèrent gouverner par son intermédiaire et s'enrichir ainsi aux dépens de l'État. Comme l'a si bien dit le lettré florentin Benedetto Varchi : « le calcul de l'aubergiste était différent de celui du glouton ». Cosme est donc nommé chef du gouvernement avec la stipulation que le pouvoir serait exercé par le Conseil des Quarante-Huit. Le jeune homme a entièrement hérité de l'esprit combatif de son père et de sa grand-mère paternelle Catherine Sforza. Il se montre volontaire, astucieux et ambitieux, et rejette rapidement la clause qu'il a signée.
Dès qu'il est investi du pouvoir et après avoir obtenu un décret excluant la branche de Lorenzino de tout droit de succession, il évince les conseillers et assume l'autorité absolue. Il rétablit si fermement le pouvoir des Médicis qu'à partir de ce moment, ceux-ci gouvernent Florence et une grande partie de la Toscane actuelle jusqu'à la fin de la dynastie, survenue avec la mort sans héritiers du dernier grand-duc Médicis, Jean-Gaston de Médicis, en 1737 ; la structure gouvernementale créée par Cosme dure jusqu'à la proclamation du royaume d'Italie (1861-1946).
Le gouvernement autoritaire de Cosme conduit certains citoyens importants à l'exil volontaire. Ils rassemblent leurs forces et, avec le soutien de la France et des États voisins mécontents de Florence pour tenter de renverser militairement le gouvernement florentin. Vers la fin juillet 1537, les exilés pénètrent en Toscane sous la direction de Bernardo Salviati et Pierre Strozzi. Lorsque Cosme apprend leur approche, il envoie ses meilleures troupes sous les ordres d'Alessandro Vitelli pour les combattre. L'affrontement a lieu près de la forteresse de Montemurlo le 1er août 1537. Après avoir vaincu l'armée des exilés, Vitelli prend d'assaut la forteresse, où Strozzi et quelques-uns de ses compagnons se sont réfugiés. Le siège ne dure que quelques heures et se termine par la chute des assiégés, donnant à Cosme sa première victoire militaire. Les prisonniers importants sont décapités sur la Piazza della Signoria ou au Bargello. Le corps de Philippe Strozzi le Jeune est retrouvé avec une épée ensanglantée à ses côtés et une note citant Virgile, mais beaucoup pensent que son suicide est simulé.
Tout au long de sa vie, Cosme agit sans pitié contre ceux qui tentent de s'opposer à ses projets. Il convient de noter que son despotisme vise principalement ceux qui remettent en question son autorité, et donc non pas le peuple, mais ces nobles et riches bourgeois florentins qui ne tolèrent pas sa suprématie et son pouvoir. Cette éthique absolutiste comprend également la destruction, commencée le 20 octobre 1561, de la remarquable cathédrale San Donato d'Arezzo, située hors des murs de la ville, sur le Colle del Pionta, où Pierre Strozzi s'est réfugié le 20 juillet 1554.

### Mariage
Cosme tente d'abord d'épouser Marguerite de Parme (1522-1586), fille de l'empereur Charles Quint et veuve du duc Alexandre. Il n'obtient qu'un refus catégorique et l'exigence qu'une grande partie de la succession des Médicis soit versée à la veuve. Ayant abandonné ce projet, il épouse en 1539 Éléonore de Tolède, fille de Don Pierre Alvarez de Tolède (1484-1553), vice-roi espagnol du royaume de Naples. Ils se rencontrent pour la première fois dans la villa médicéenne de Poggio a Caiano et se marient en grande pompe dans la basilique San Lorenzo de Florence : il a 20 ans et elle en a 17. Grâce à ce mariage, Cosme entre en possession de l'énorme richesse de son épouse et s'assure l'amitié politique du vice-roi de Naples, l'un des lieutenants les plus fidèles de l'empereur. Bronzino a peint de nombreux portraits d'Éléonore, dont le plus célèbre le Portrait d'Eléonore de Tolède et de son fils est conservé au musée des Offices.

### Premières années de gouvernement

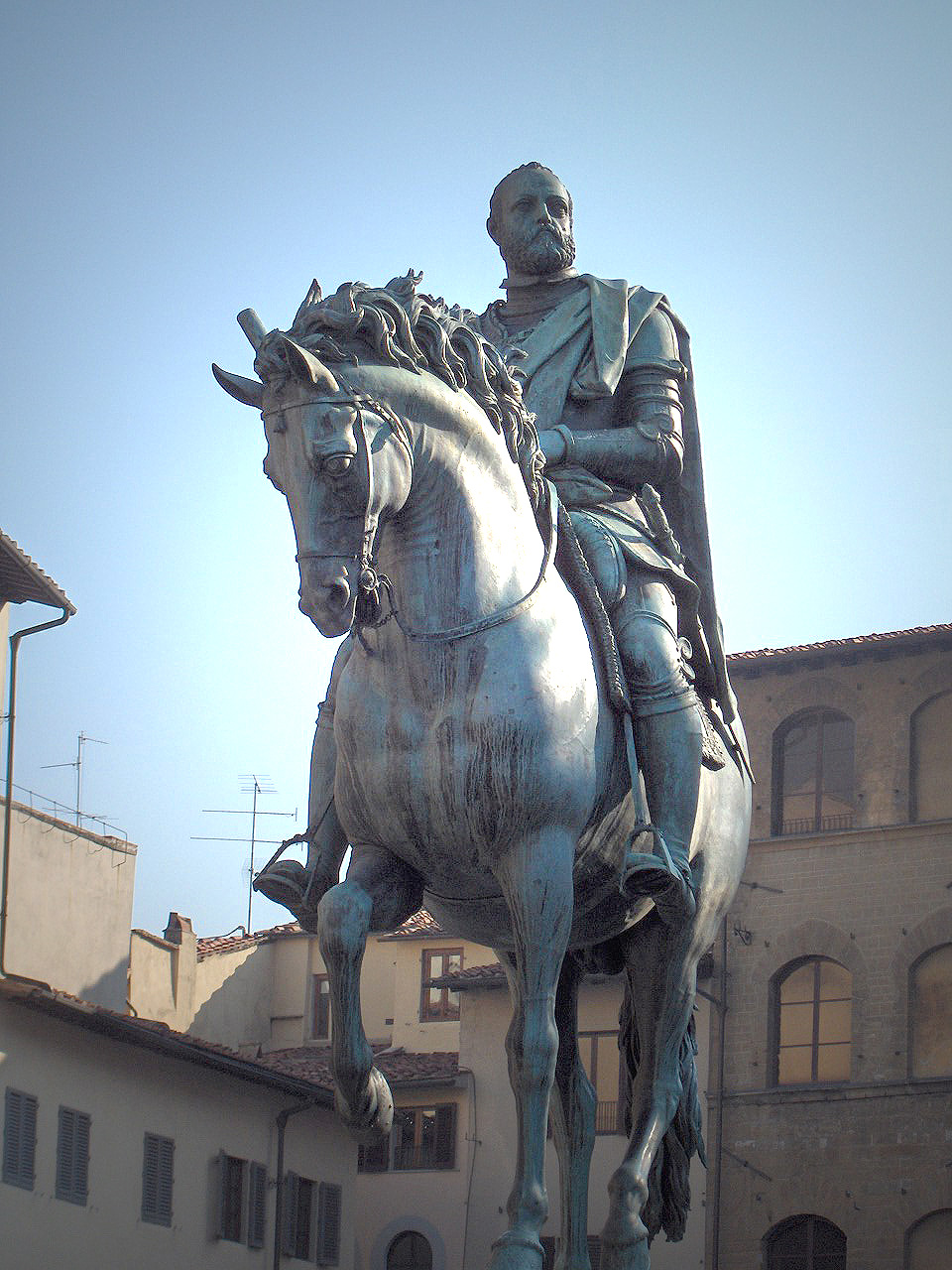
Jean Bologne, Statue équestre de Cosme Ier, Piazza della Signoria, Florence.

L'autoritarisme implacable de Cosme Ier commence dès 1537, quand il envoie l'évêque de Forlì, Bernardo Antonio de Medici, auprès de l'empereur romain germanique Charles Quint pour l'informer de ce qui s'est passé après la mort d'Alexandre et lui faire reconnaître sa position de chef de l'État florentin, mais surtout pour lui confirmer sa loyauté, afin d'obtenir la reconnaissance impériale et d'obtenir plus d'indépendance par rapport aux forces européennes. Il abandonne la position traditionnelle de Florence, normalement alliée des Français, pour opérer aux côtés de l'empereur. L'aide financière répétée, que Cosme garantit à l'empire, lui vaut le retrait des garnisons impériales de Florence et de Pise et une indépendance politique croissante ainsi que la reconnaissance impériale en juin 1537, en échange d'une aide contre la France au cours des guerres d'Italie. Avec cette démarche, Cosme rétablit fermement le pouvoir des Médicis et lui permet d'accroître autant que possible son indépendance face à l'influence espagnole écrasante en Italie.
À partir de 1543, après avoir racheté les dernières forteresses encore aux mains de l'empereur et libéré la Toscane des garnisons impériales, Cosme Ier, selon un plan systématique adapté aux conditions particulières de l'État toscan exposé au passage fréquent des troupes et menacé de l'intérieur par le banditisme et les exilés florentins, entreprend une surprenante activité de construction militaire. Il construit de nouvelles garnisons, bâtissant des forteresses à Sienne, Arezzo, Sansepolcro et Pistoia. À Sansepolcro, il fait démolir tous les villages hors des murs, qui s'étendent sur une superficie considérable et abritent divers bâtiments, y compris des églises et des hôpitaux, préférant fortifier les anciennes murailles de la ville plutôt que de les agrandir. Il renforce les défenses d'origine médiévale à Pise, Volterra et Castrocaro, en Romagne, à quelques kilomètres de Forlì. Il construit un nouveau mur d'enceinte à Fivizzano pour bloquer le col du Lagastrello et le col de Cerreto dans les Apennins. Il fortifie San Piero a Sieve, Empoli, Cortone et Montecarlo, aux frontières de la République de Lucques. Il fait construire de toutes pièces la ville-forteresse de Portoferraio sur l' île d'Elbe et des terrains d'armes, comme Sasso di Simone à Montefeltro et Terra del Sole, entre l'ancienne forteresse de Castrocaro, destinée à être abandonnée, et Forlì, à la frontière avec les États pontificaux.
Comme son nom l'indique, Terra del Sole ne devait pas constituer une simple place fortifiée, mais être une expérience de cité idéale. La courte distance de Forlì (moins de 10 km) indique, d'une part, la forte pénétration du pouvoir de Florence en Romagne (la soi-disant « Romagne toscane »), et d'autre part, constitue un abîme infranchissable, car la capitale romagnole n'est jamais tombée au pouvoir des Florentins et marque donc la limite extrême de leur expansion.
La crainte de nouvelles attaques contre sa personne le pousse à créer une petite légion de gardes du corps personnels, composée de mercenaires suisses. En 1548, il réussit à faire tuer Lorenzino de Médicis à Venise par Giovanni Francesco Lottini, qui engage deux assassins de Volterra. Grâce à une nouvelle étude de Stefano Dall'Aglio, il apparait que toute la manœuvre est orchestrée par l'empereur Charles Quint, qui ne pouvait pardonner la mort de son gendre, époux de sa fille Marguerite. Pendant des années, Cosme le fait pourchasser dans toute l'Europe ; avec sa mort, toute éventuelle revendication dynastique contre lui pour le commandement de la Toscane prend fin.
L'année suivante, il sert de médiateur dans un affrontement entre Sienne et l'empire, obligeant la ville à accepter l'indépendance en échange de la présence d'une garnison espagnole à l'intérieur.
Il préfère ne pas entreprendre la conquête de la République de Lucques, arrêté par la crainte que les Lucquois, jaloux de leur indépendance, ne déménagent ailleurs avec leur capitale, ruinant ainsi le commerce de la ville, comme cela s'est déjà produit avec la conquête de Pise. D'autre part, Lucques, la seule ville impériale italienne, bénéficie, également grâce à sa richesse, d'un soutien important de la part de puissants États européens et tenter de la conquérir pourrait avoir des effets imprévisibles sur les équilibres internationaux. Ses tentatives pour obtenir Pontremoli et la Corse, qui auraient accepté une union avec la Toscane, avec laquelle ils entretiennent des liens culturels et linguistiques plus profonds, pour échapper à la domination génoise, échouent.
Sachant qu'il n'est pas très aimé des Florentins, Cosme les tient à l'écart de l'armée, donc désarmés, et n'enrôle que des troupes de ses autres domaines.

### Conquête de Sienne

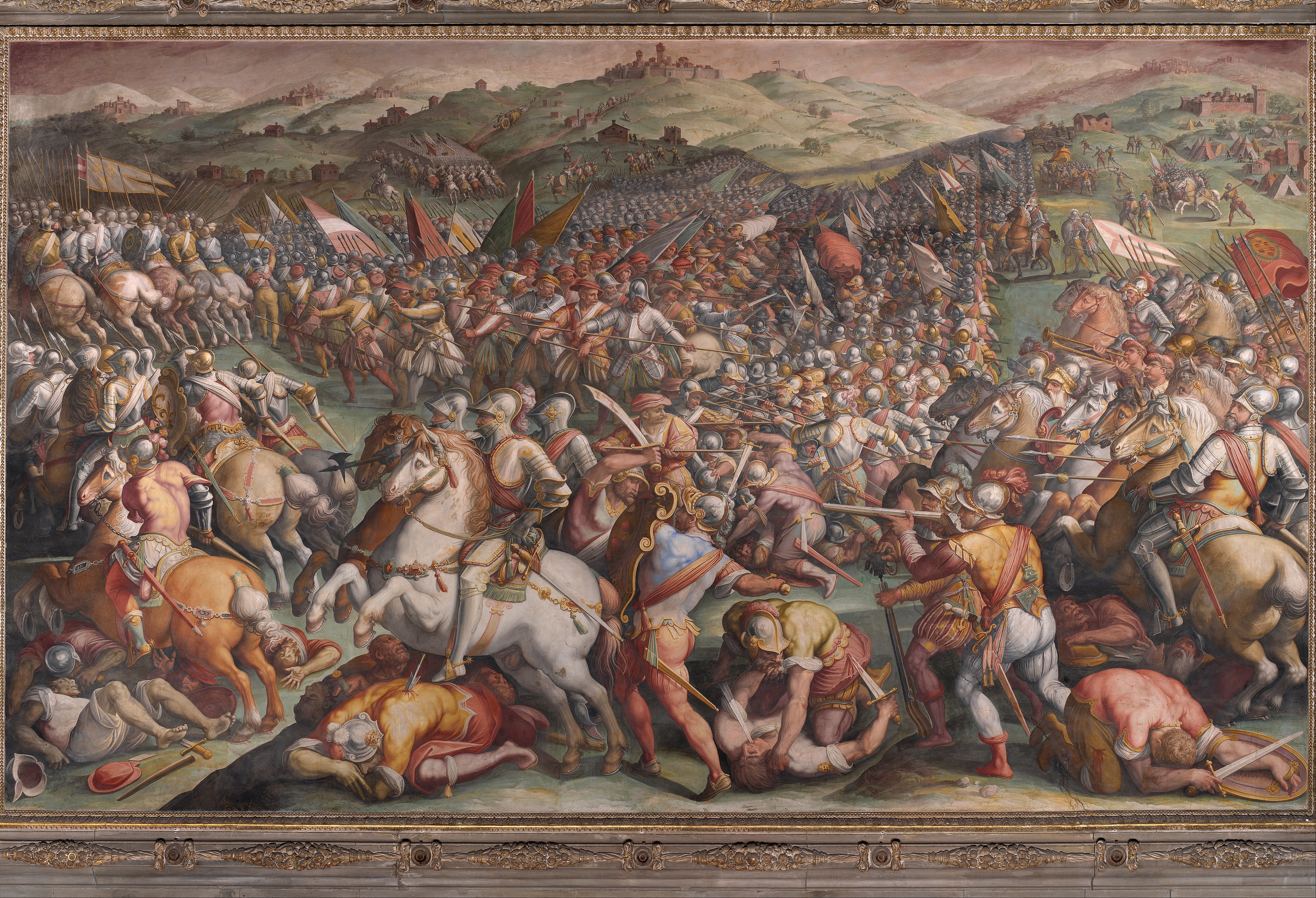
Giorgio Vasari, La Bataille de Marciano dans le Val di Chiana, entre 1570 et 1571, Palazzo Vecchio.

En 1552, Sienne se rebelle contre l'empire, chasse la garnison espagnole et fait occuper la ville par les Français. En 1553, une expédition militaire, envoyée par le vice-roi de Naples Don Pedro, tente de reconquérir la ville mais, notamment à la suite de la mort de Don Pedro, l'entreprise est un échec. En 1554, Cosme obtient le soutien de Charles Quint pour lui faire la guerre avec sa propre armée. Après quelques combats dans les campagnes entre les deux villes et la défaite des Siennois à la bataille de Marciano, Sienne est assiégée par les Florentins. Le 17 avril 1555, après plusieurs mois de siège, la ville, épuisée, tombe ; la population siennoise est passée de 40 000 à 6 000 habitants.
Sienne reste sous la protection impériale jusqu'en 1557, lorsque le fils de l'empereur, Philippe II (roi d'Espagne), la cède à Cosme, gardant pour lui les territoires d'Orbetello, Porto Ercole, Talamone, Monte Argentario et Porto Santo Stefano, qui forment l'État des Présides. En 1559, à la suite des traités du Cateau-Cambrésis à la fin des guerres d'Italie, Montalcino, dernière forteresse de l'indépendance siennoise, est annexée aux territoires de Cosme.

### Grand-duc

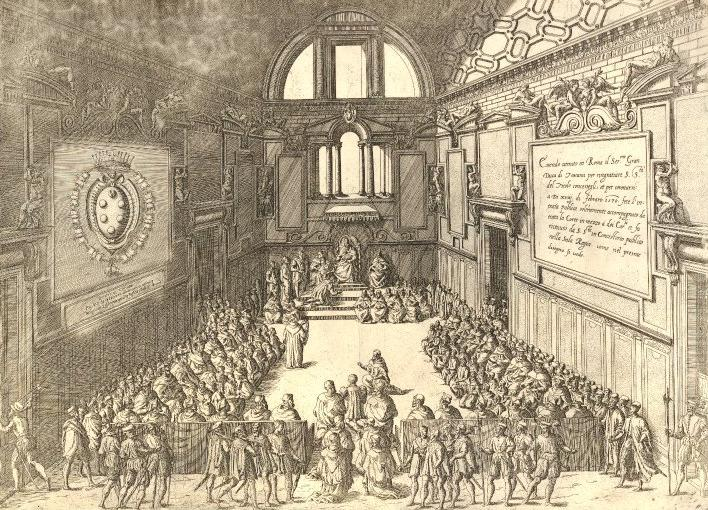
Couronnement de Cosme Ier comme grand-duc de Toscane, en 1570, à Rome.

Cosme œuvre pour obtenir un titre royal qui le libérerait de la condition de simple seigneur féodal de l'empereur et qui lui donnerait donc une plus grande indépendance politique. Ne trouvant aucun soutien du côté impérial, il se tourne vers la papauté. Il avait déjà tenté d'obtenir le titre de roi ou d'archiduc avec Paul IV, mais en vain. Finalement, en 1569, après avoir conclu un accord avec le Pape selon lequel il mettrait sa flotte au service de la Sainte-Ligue (1571) qui se formait pour contrer l'avancée ottomane, Pie V publie une bulle qui le crée grand-duc de Toscane.
En janvier de l'année suivante, il est couronné par le pape lui-même à Rome. En réalité, ce droit appartiendrait à l'empereur et, pour cette raison, l'Espagne et l'Autriche refusent de reconnaître son nouveau titre, menaçant d'abandonner la Ligue, tandis que la France et l'Angleterre le considèrent immédiatement comme valide ; au fil du temps, tous les États européens finissent par le reconnaître. Certains historiens émettent l'hypothèse que le rapprochement entre Pie V et l'octroi en conséquence du titre grand-ducal tant convoité se sont produits avec la reddition traîtresse de l'hérétique Pietro Carnesecchi, qui s'est réfugié à Florence en ayant confiance dans la protection du duc lui-même.

### Dernières années et mort

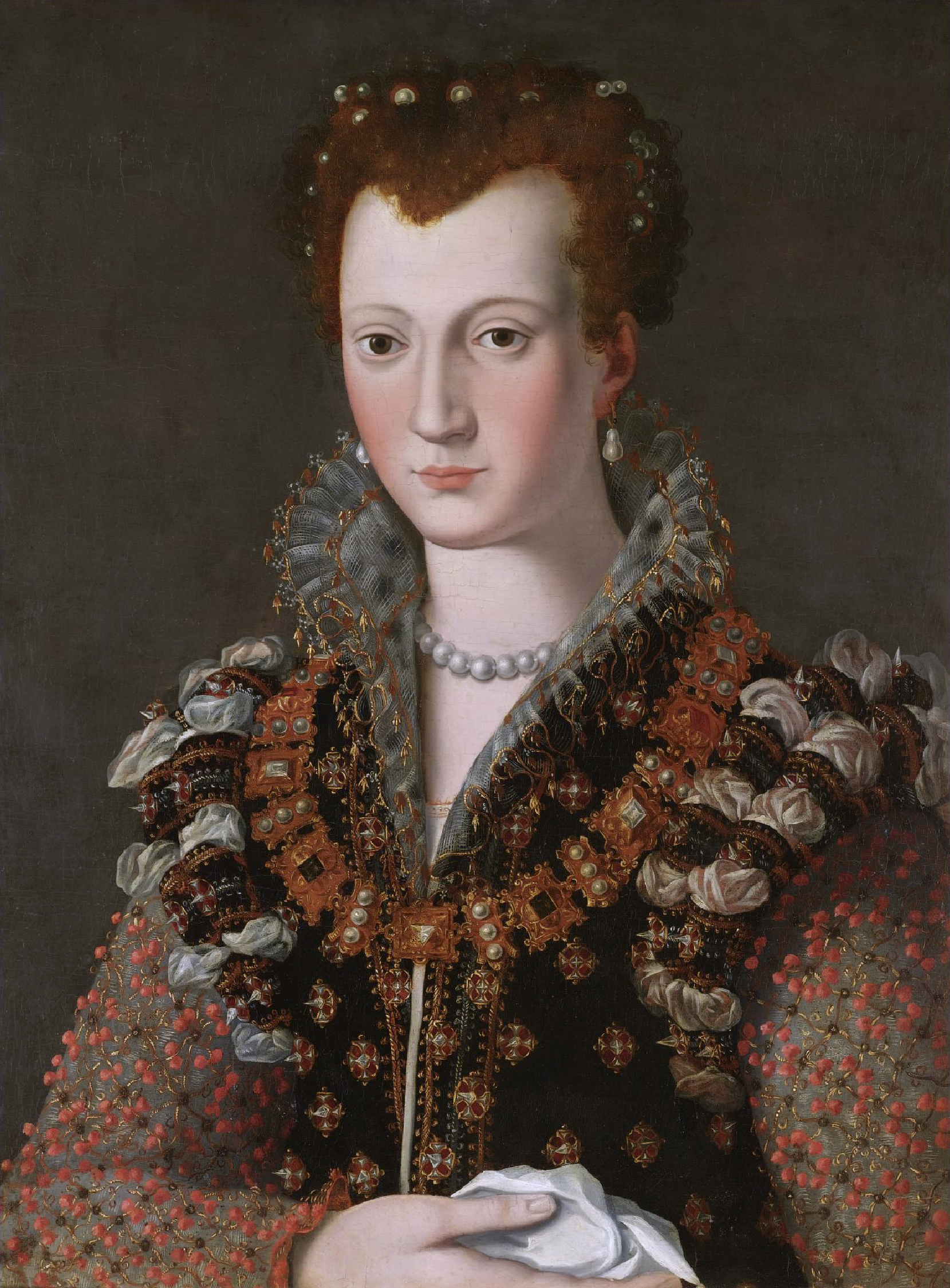
Atelier d'Alessandro Allori, Portrait de Camilla Martelli.

La mort de sa femme en 1562 et de deux de ses enfants du paludisme le marque profondément. En 1564, il cède le pouvoir actif de l'État florentin à son fils et successeur François Ier de Médicis et se retire pour vivre dans sa Villa Medicea di Castello, à l'extérieur de Florence.
Après avoir fréquenté Eleonora degli Albizi, avec qui il a deux enfants naturels, il épouse morganatiquement Camilla Martelli en 1570, qui lui donne une fille, plus tard légitimée et intégrée à la succession. L'aggravation de son caractère ombrageux et les conflits constants avec ses enfants (François a une vision de l'État complètement différente de celle de son père), dus à sa nouvelle épouse, rendent ses dernières années turbulentes. Il meurt le 21 avril 1574, à l'âge de cinquante-cinq ans, déjà gravement affaibli par un accident vasculaire cérébral qui a limité sa mobilité et lui ôté la parole.

## Organisation de l'État et sens politique

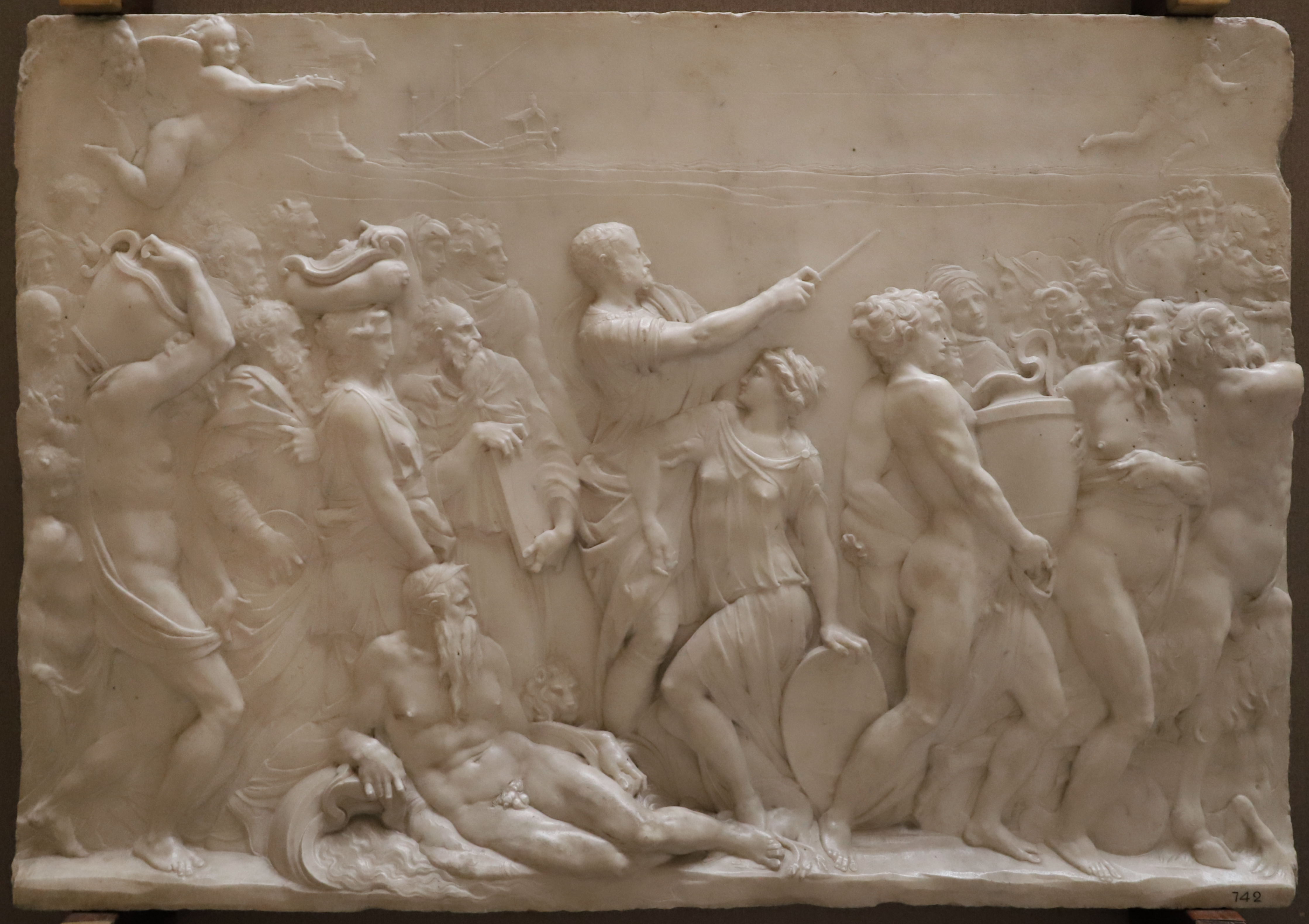
Pierino da Vinci, Pise rétablie par le duc Cosme Ier, v. 1550-52.

Même si Cosme exerce son pouvoir de manière despotique, sous son administration la Toscane est un État en phase avec son temps. Il évince la plupart des familles florentines importantes de tous les postes, même formels, car il n'a pas confiance en leurs membres. Il choisit plutôt des fonctionnaires d’origine modeste. Après avoir obtenu le titre de grand-duc de Toscane, il maintient la division juridique et administrative entre le duché de Florence (appelé « Ancien État ») et le duché de Sienne (appelé « Nouvel État »), gardant ainsi les deux zones savamment séparées, avec leurs propres magistratures. Il renouvelle l'administration de la justice en publiant un nouveau code pénal et rend efficaces les magistrats et la police. Ses prisons sont parmi les plus redoutées d'Italie. Semblable aux cours européennes de l'époque, le prince crée la structure complexe d'une maison, avec des personnalités professionnelles et culturelles nouvelles.
Jusque dans les années 1540-1560, il n'existe pas de fonds général du Grand-Duché pour fournir une comptabilité précise des dépenses publiques et, contrairement aux tribunaux d'Este et de Savoie, il manque des sources historiques remarquables et en série, ainsi que des documents judiciaires élaborés des cérémoniaux, avec des rites, des langues, des acteurs et des codes représentatifs du pouvoir souverain, qui font que l'histoire des Médicis de cette période ressemble plus à celle d'une famille locale qu'à celle d'une cour princière.
Il déplace sa maison du palais Médicis au Palazzo Vecchio, afin que tout Florentin sache clairement que l'ensemble du pouvoir est entre ses mains. Des années plus tard, elle est transférée au palais Pitti.
Il construit des routes, des ouvrages de drainage, des ports. Il équipe de nombreuses villes toscanes de structures militaires dans le cadre de sa tentative de sauver l'État florentin du passage fréquent des armées étrangères. Il renforce l'armée, fonde l'Ordre de Saint-Étienne, pape et martyr en 1561, basé à Pise dans le Palazzo della Carovana construit par Giorgio Vasari, et améliore la flotte toscane, qui participe à la bataille de Lépante.
Avec la Legge dell'Unione de 1549 et avec d'autres dotations entre 1559 et 1564, il modifie la fonction de l'ancien archiconfraternité du parti Guelfe, supprimant ses fonctions militaires et lui attribuant la pleine compétence dans la gestion du territoire grand-ducal depuis la régulation des eaux à l'entretien des zones rurales et boisées. Les activités économiques sont favorisées, à la fois en reprenant des processus anciens, comme l'extraction du marbre à Seravezza, et en en créant de nouveaux. Les augmentations continues des impôts, bien que contrebalancées par une augmentation des échanges commerciaux, jettent les germes d'un mécontentement populaire qui deviendra de plus en plus aigu chez ses successeurs. Malgré les difficultés économiques, il se montra très généreux en tant que mécène.
Les structures gouvernementales qu'il met en place demeurent, même quand le duché rallie le Saint-Empire romain germanique. Au cours des dix dernières années de son règne, il renonça à la gestion des affaires intérieures de l'État au profit de son fils François.
Cosme gracie la philosophe et courtisane Tullia d'Aragon, lors de son procès pour avoir refusé de porter le voile jaune signalant sa profession.

## Mécénat

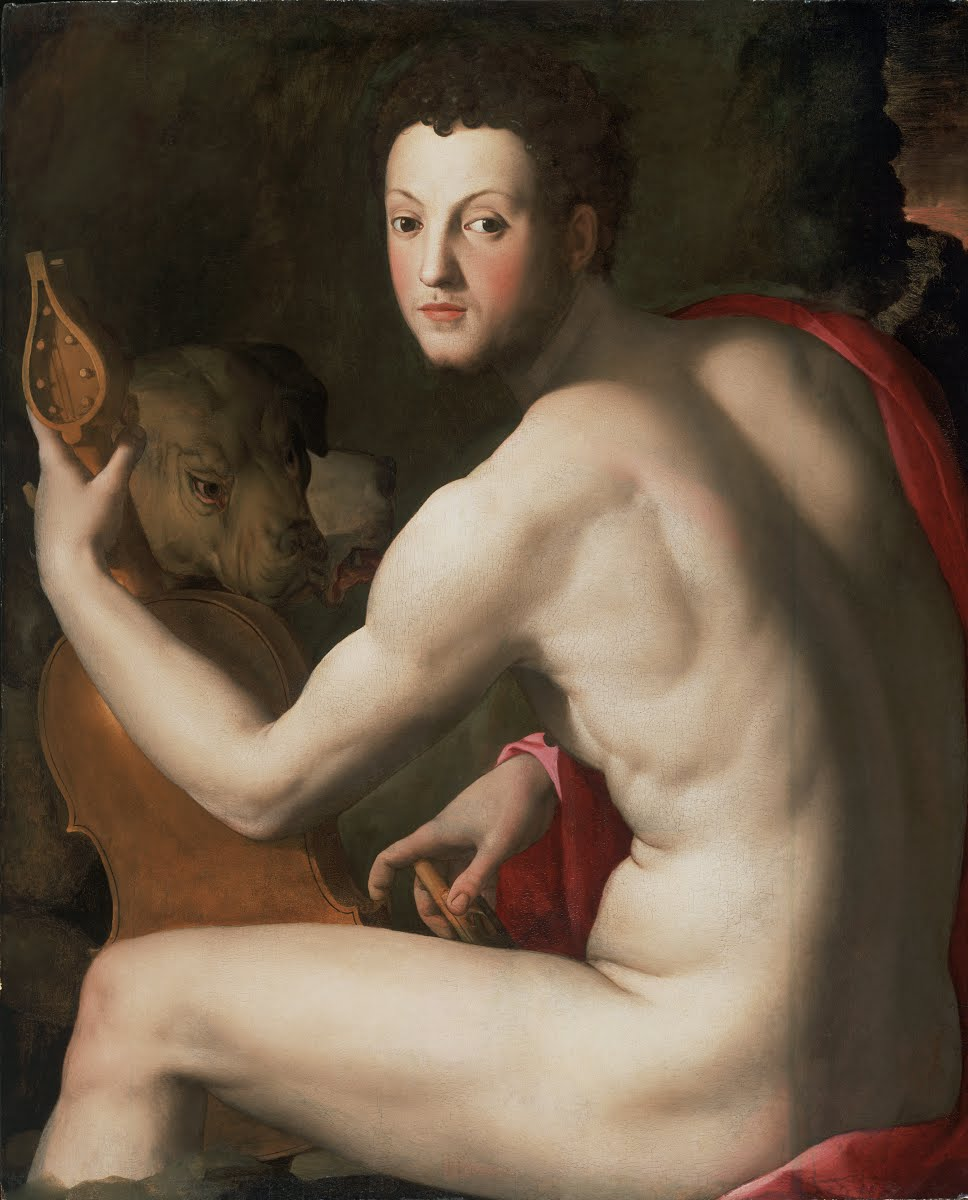
Bronzino, Portrait de Cosmes de Médicis en Orphée, vers 1537.

Cosme a su exploiter le rôle politique de l'art, en promouvant de nombreux chantiers qui ont changé le visage de Florence pour le mieux, afin de promouvoir une image de son gouvernement comme sage et éclairé, apportant un prestige économique et culturel à la ville. Une grande statue équestre de Cosme en bronze, par le sculpteur Jean Bologne, érigée en 1598, se dresse encore sur la Piazza della Signoria, la place principale de Florence. Une autre statue le représentant, est dressée à Pise sur la Piazza dei Cavalieri.
Il est peut-être mieux connu aujourd'hui pour la création de la Galerie des Offices (« bureaux »). Conçue à l'origine comme un moyen de consolider son contrôle administratif sur les différents comités, agences et guildes établis dans le passé républicain de Florence, elle devait abriter la Magistrature, c'est-à-dire les bureaux administratifs de l'État, qui deviennent la Galerie des Offices sous le grand-duc François Ier de Médicis et est aujourd'hui l'un des musées les plus importants et les plus visités au monde, abritant une collection d'art dont une grande partie a été commandée et/ou détenue par divers membres de la famille Médicis.
Il initie et finance la fabrication de tapisseries.
Il termine le palais Pitti, la résidence des Médicis et crée le magnifique jardin de Boboli derrière le palais, le parc de sa résidence ; il relie sa nouvelle résidence au Palazzo Vecchio via le corridor de Vasari .
Ses jardins de la Villa di Castello, conçus par Niccolò Tribolo alors que Cosme n'a que dix-sept ans, sont conçus pour annoncer un nouvel âge d'or pour Florence et pour démontrer la magnificence et les vertus des Médicis. Ils sont décorés de fontaines, d'un labyrinthe, d'une grotte et d'ingénieux jeux d'eau ornementaux, et constituent un prototype du jardin de la Renaissance italienne . Ils ont eu une profonde influence sur les jardins à l'italienne et à la française ultérieurs tout au long du XVIIIe siècle.
Comme ses ancêtres les plus éminents l'ont été, il est un important mécène des arts, soutenant, entre autres, Giorgio Vasari, Benvenuto Cellini, Pontormo, Bronzino, l'architecte Baldassarre Lanci, Bartolomeo Ammannati, et les historiens Scipione Ammirato et Benedetto Varchi.
Sur les conseils de l'architecte d'Arezzo Giorgio Vasari, il fonde, le 13 janvier 1563, l'Académie et la compagnie de l'Art du Dessin, dont le rôle et le prestige, ne se limitant pas aux étroites limites politiques et économiques de la principauté toscane, grandissent entre le XVIe et le XVIIe siècle grâce à l'extraordinaire contribution d'artistes tels que Michel-Ange, Francesco da Sangallo, Benvenuto Cellini, Bartolomeo Ammannati, Jean Bologne, Galileo Galilei, etc. Alors que la Compagnie est une sorte de corporation à laquelle doivent adhérer tous les artistes travaillant en Toscane, l'Académie, composée uniquement des personnalités culturelles les plus éminentes de la cour de Cosme, a pour but de protéger et de superviser toute la production artistique de la principauté des Médicis.

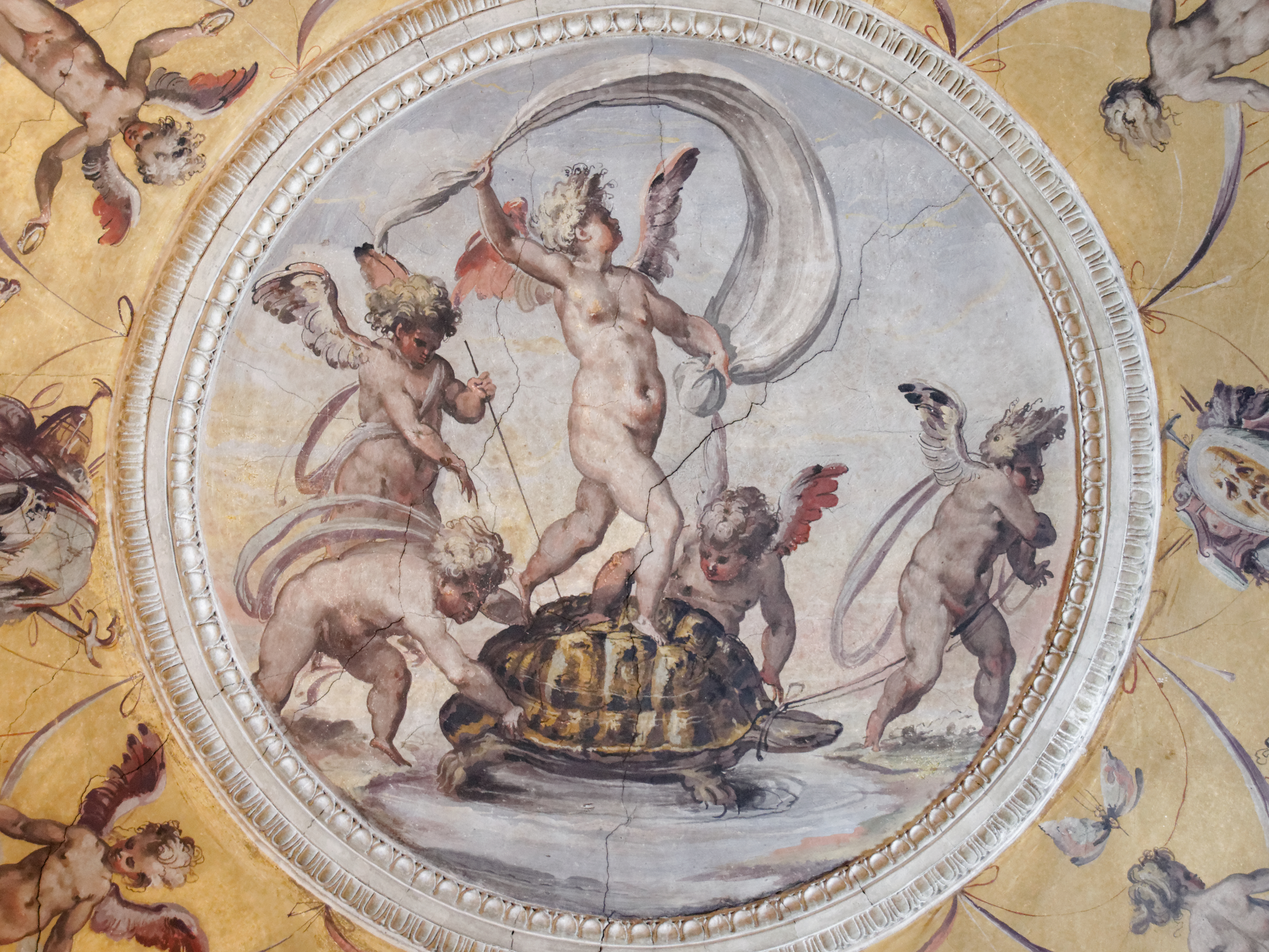
Motif d'une fresque du Palazzo Vecchio de Florence reprenant l'emblème de la tortue et de la voile.

Passionné d'archéologie, il entreprend des recherches approfondies sur les artefacts étrusques de Chiusi, Arezzo et d'autres villes, mettant au jour de nombreux objets et statues.
Il promeut l'université de Pise et fait construire les Arsenali Medicei.
Il choisit la devise Festina lente en référence à l'empereur romain Auguste, dont c'est l'un des adages favoris. Il lui emprunte également le signe astrologique du capricorne. Son emblème est une tortue portant une voile sur la carapace, illustrant cette devise.

## Cosme et la science
Cosme Ier, comme toute la branche Médicis qui descend de lui, est passionné par les sciences naturelles : en 1549, pour étonner ses sujets et les étrangers, ainsi que pour démontrer son intérêt pour les merveilles de la nature, il fait exposer un cachalot trouvé près de Livourne dans la loggia des Lanzi sur la piazza della Signoria à Florence.
Le jardin botanique de Pise (1544) et le jardin des simples de Florence (1545) sont créés sous son règne.
Il est l'auteur d'études cosmographiques et fait dessiner par le moine Ignazio Danti (1536-1586) des cartes géographiques de toutes les terres connues à l'époque.
La collection de merveilles scientifiques (avec une forte présence d'instruments de mathématiques) commencée par Cosme constitue le noyau le plus ancien des collections d'instruments de mathématiques aujourd'hui conservées au musée Galilée de Florence.
Il poursuit également ses études en alchimie et en sciences ésotériques, passion qu'il a héritée de sa grand-mère Catherine Sforza.

## Mariages et famille

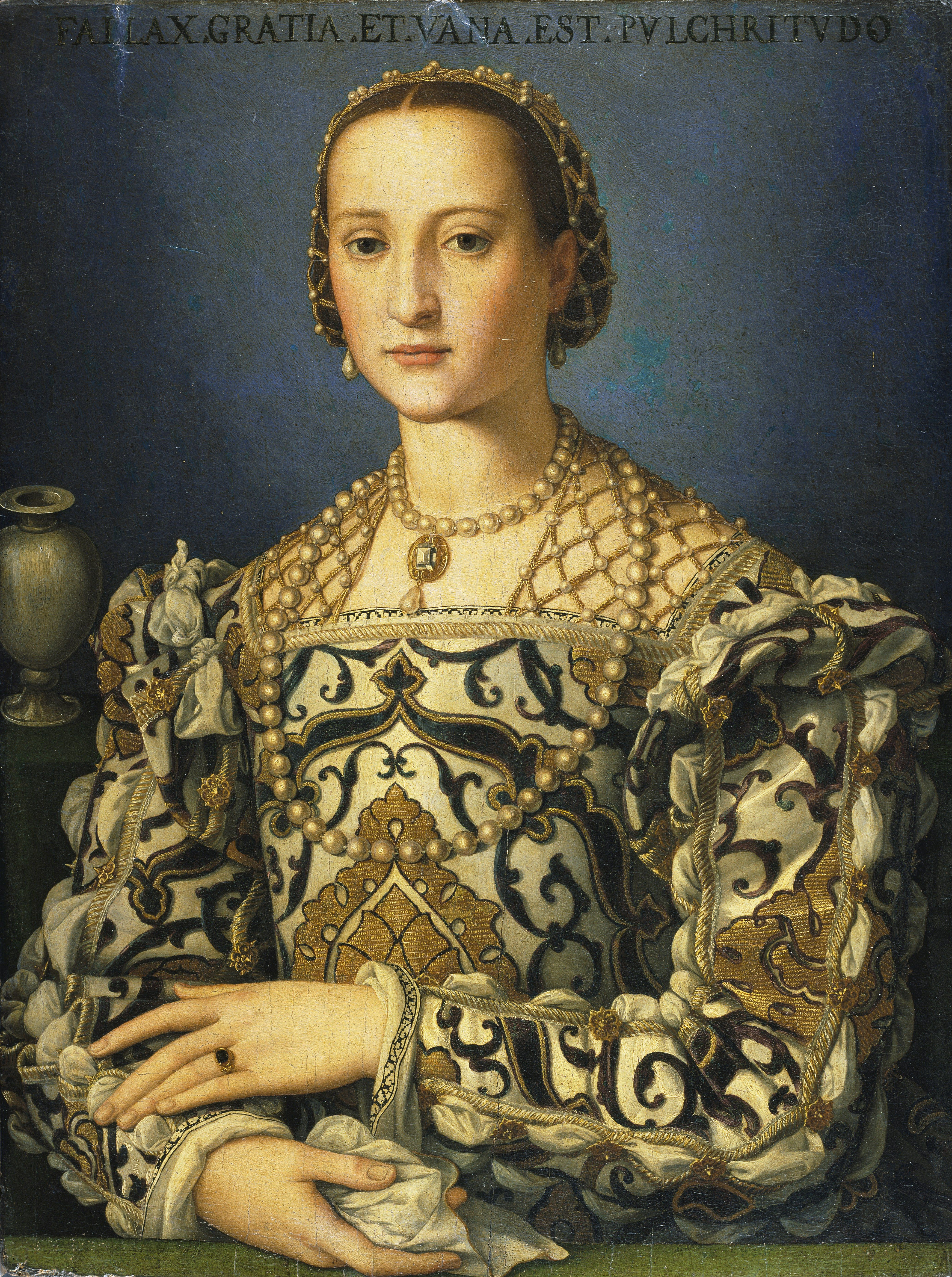
École de Bronzino, Portrait d'Eléonore de Tolède, palais Pitti.

En 1537, Cosme Ier a une fille illégitime avant ses mariages : Bia de Médicis (it) (1537-1542), qui est représentée peu avant sa mort prématurée dans un tableau de Bronzino.
En 1539, Cosme épouse la noble espagnole Éléonore de Tolède (1522-1562), fille de Don Pierre Alvarez de Tolède (1484-1553), vice-roi espagnol du royaume de Naples. Le couple a eu une vie conjugale longue et paisible. Étonnamment pour l’époque, Cosme est fidèle à sa femme tout au long de leur vie conjugale. L'exemple d'un couple traditionnel sert à renforcer ses diverses réformes et à séparer leur association avec l'ancien duc. Eleanor est la conseillère politique de son mari et dirige souvent Florence en son absence. Elle donne le palais Pitti aux Médicis et est la patronne du nouvel ordre de la compagnie de Jésus. La duchesse meurt avec ses fils Giovanni et Garzia en 1562, alors qu'elle n'a que quarante ans. Tous trois sont frappés par la malaria alors qu'ils se rendent à Pise, où ils espéraient guérir de la tuberculose, une maladie due à la situation insalubre de la ville et de laquelle Eleonora avait voulu protéger sa famille en l’installant dans le quartier de l'Oltrarno où elle avait pour cela acheté le palais Pitti.
Il a neuf enfants avec Éléonore :
- Marie de Médicis, morte de malaria (1540-1557) ;
- François Ier de Médicis, grand-duc de Toscane (1541-1587) ;
- Isabelle de Médicis (1542-1576), épouse de Paolo-Giordano Ier Orsini, premier duc de Bracciano, qui l'a assassinée ;
- Jean de Médicis, cardinal (1543-1562) ;
- Lucrèce de Médicis (1545-1561), mariée avec Alphonse II d'Este, duc de Ferrare ;
- Pietro (Pedricco) de Médicis (1546-1547), mort enfant ;
- Garzia de Médicis (1547-1562), malade de la malaria ;
- Ferdinand Ier de Médicis, grand-duc de Toscane (1549-1609), le seul des enfants qui survit de manière durable ; cardinal de la Sainte Église Romaine à partir de 1562, après la mort de son frère François Ier, il monte sur le trône du Grand-Duché de Toscane, devenant ainsi le troisième grand-duc en 1587 ;
- Pierre de Médicis (1554-1604), général des galères toscanes en 1573 et ambassadeur florentin ; marié à sa cousine Leonora Álvarez de Tolède, qu'il a étranglée.

Après la mort d'Aliénor en 1562, Cosme a deux enfants avec sa maîtresse Eleonora degli Albizzi :
- une fille sans nom (née et décédée en 1566), décédée avant le baptême ;
- Jean de Médicis (1567-1621) [21], légitimé plus tard par son père.

En 1570, il épouse en secondes noces Camilla Martelli (morte en 1590). Ils ont une fille, Virginia de Médicis (1568-1615), qui épouse César d'Este, duc de Modène.

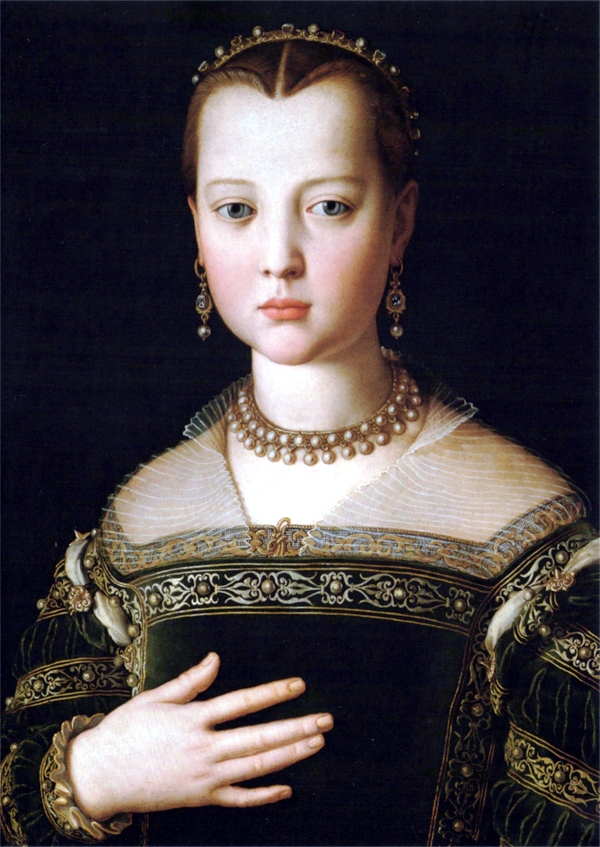
Marie
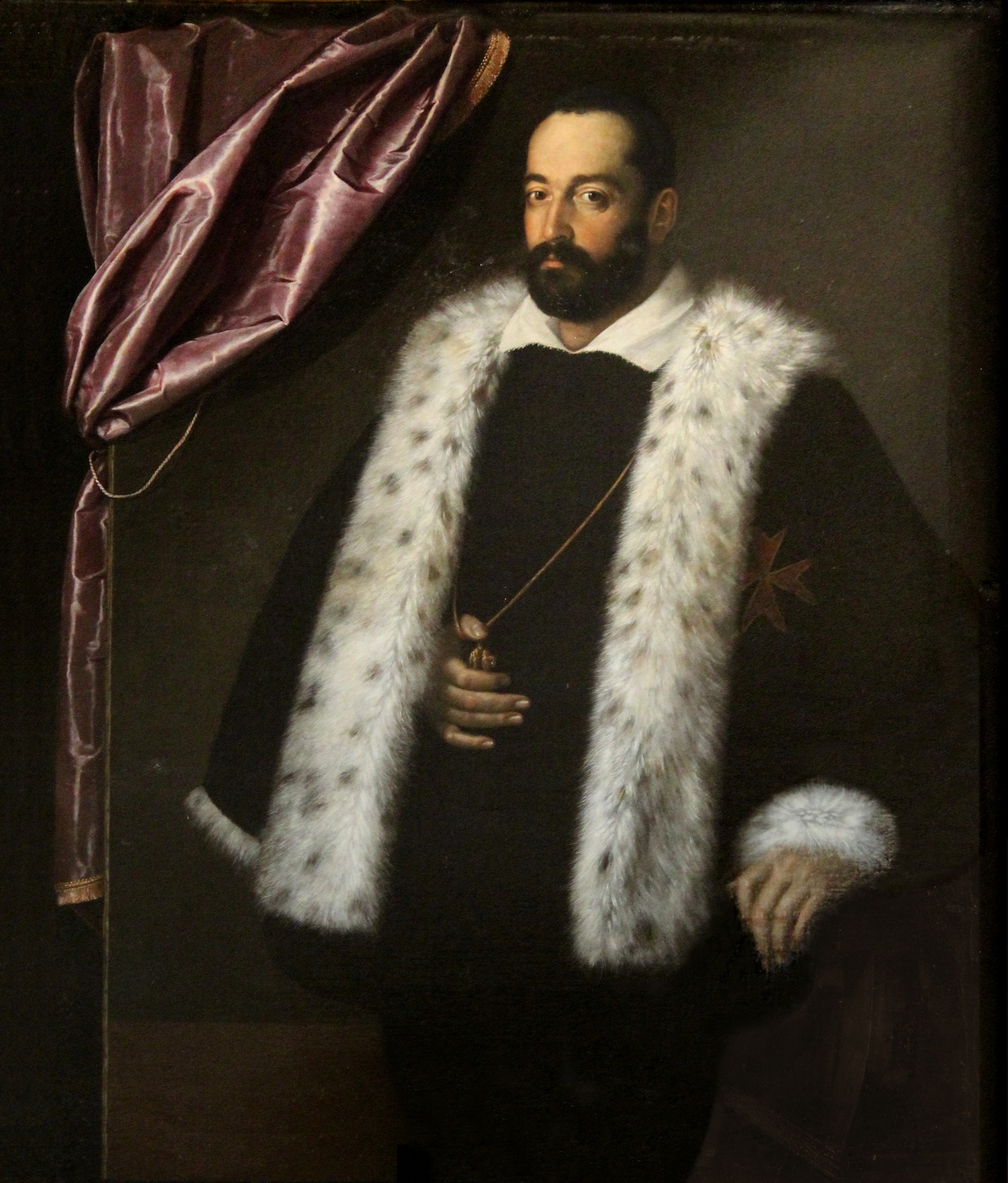
François
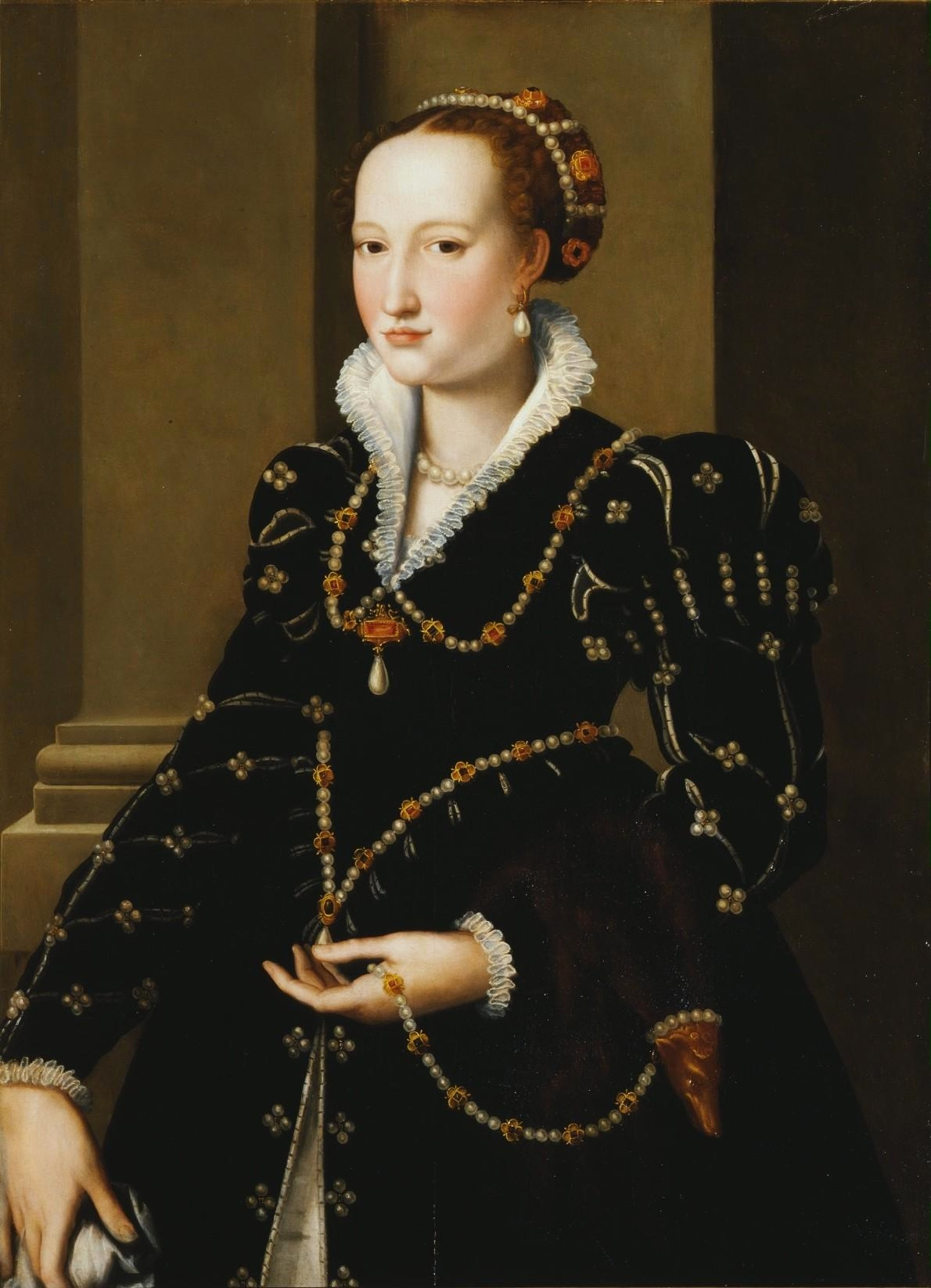
Isabelle
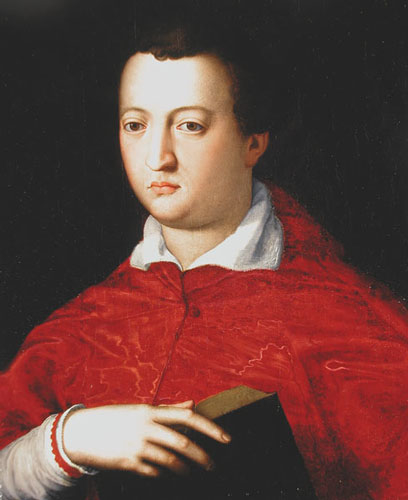
Jean
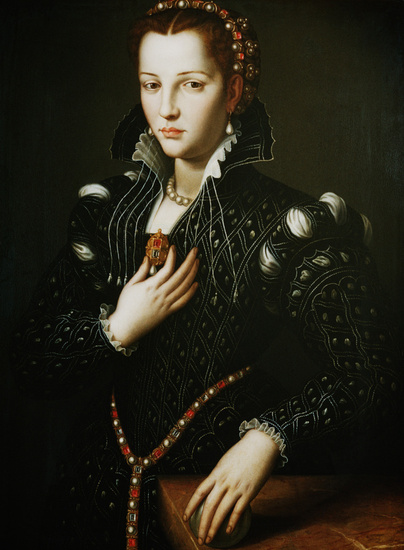
Lucrèce
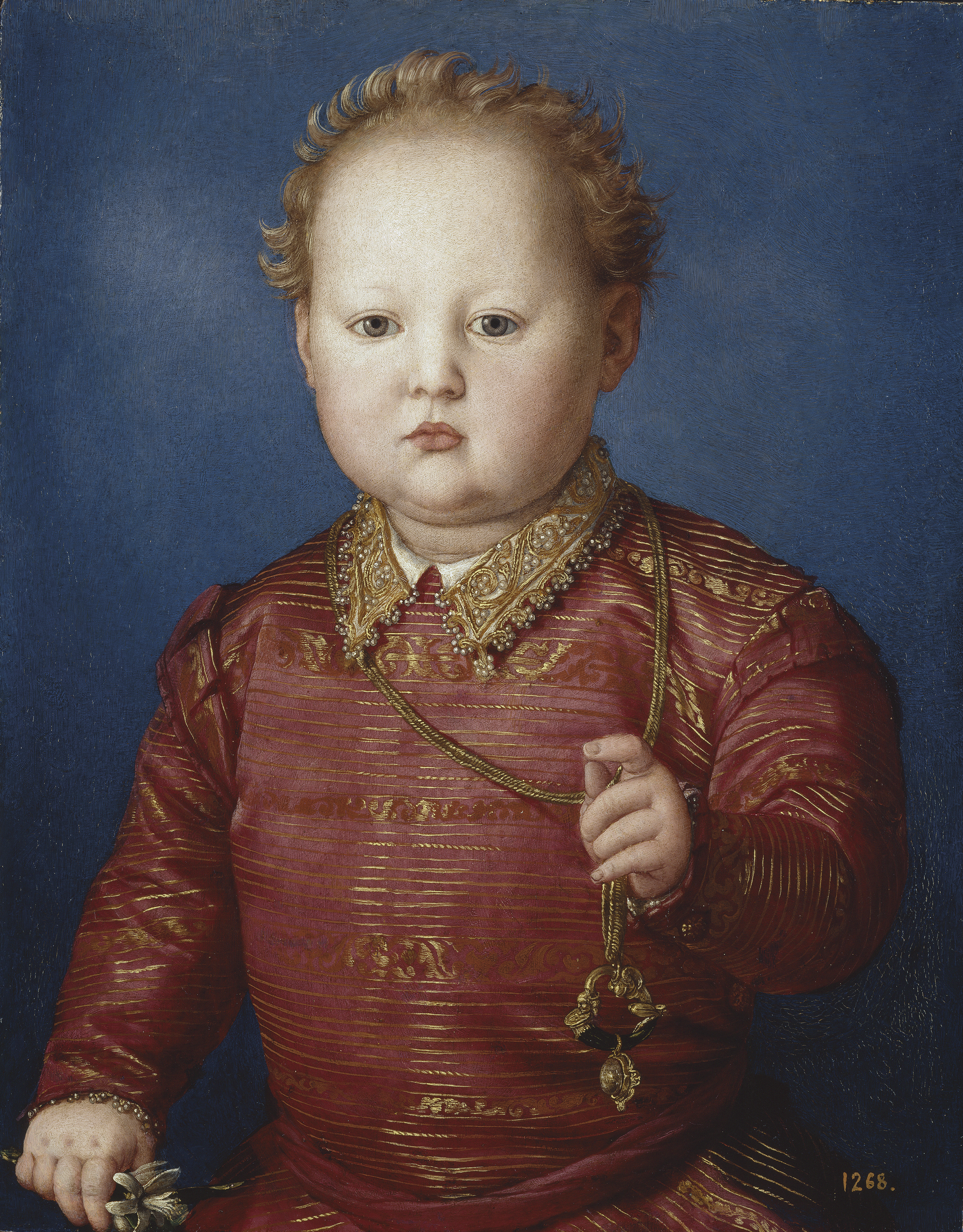
Garzia
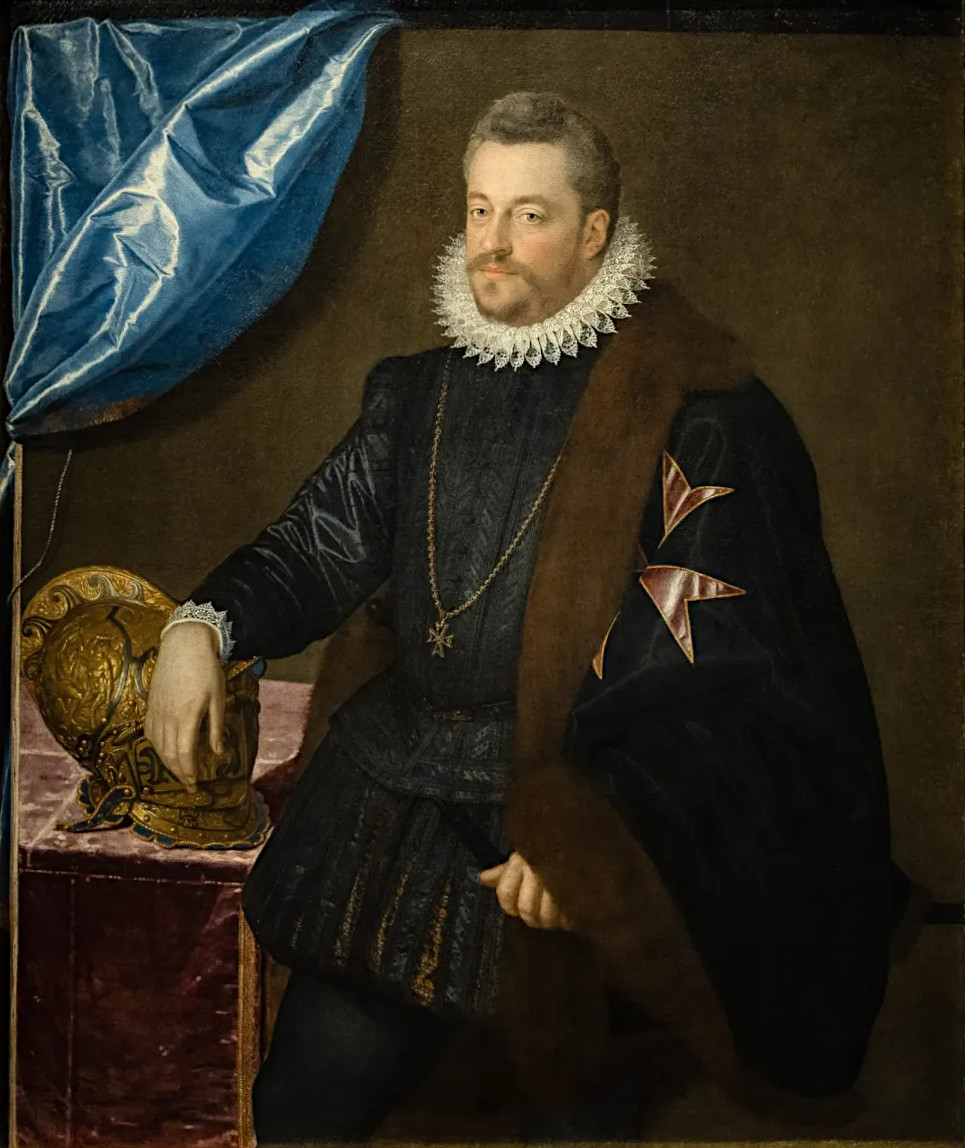
Ferdinand
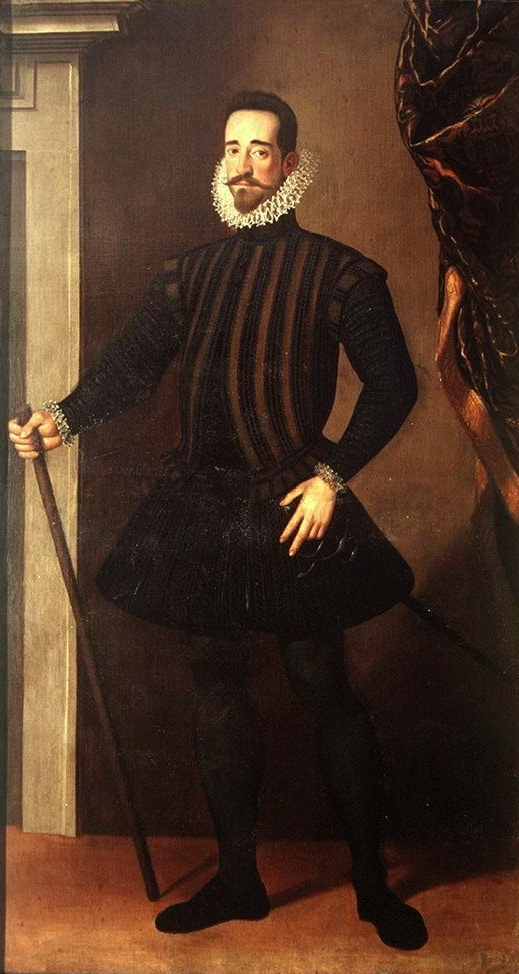
Pierre
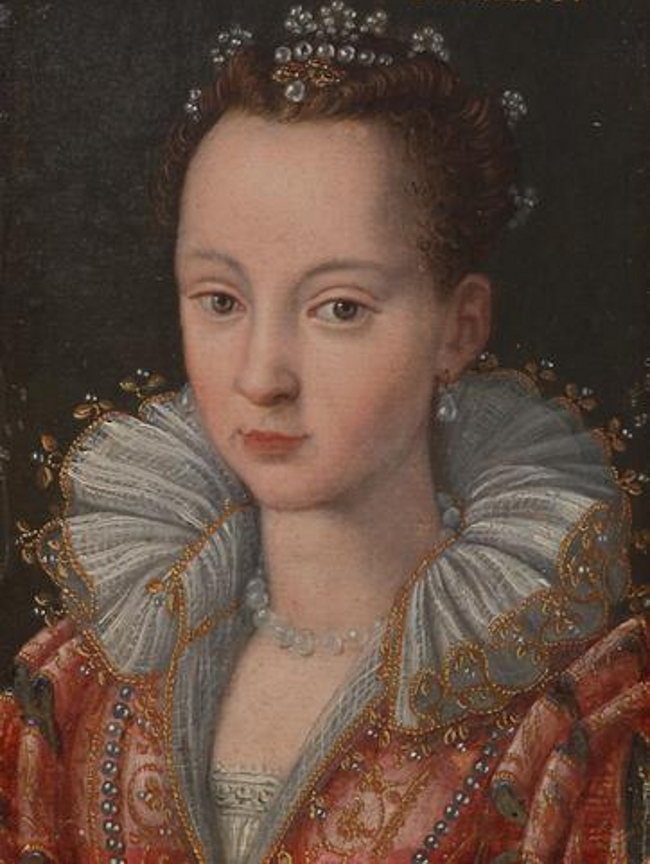
Virginia
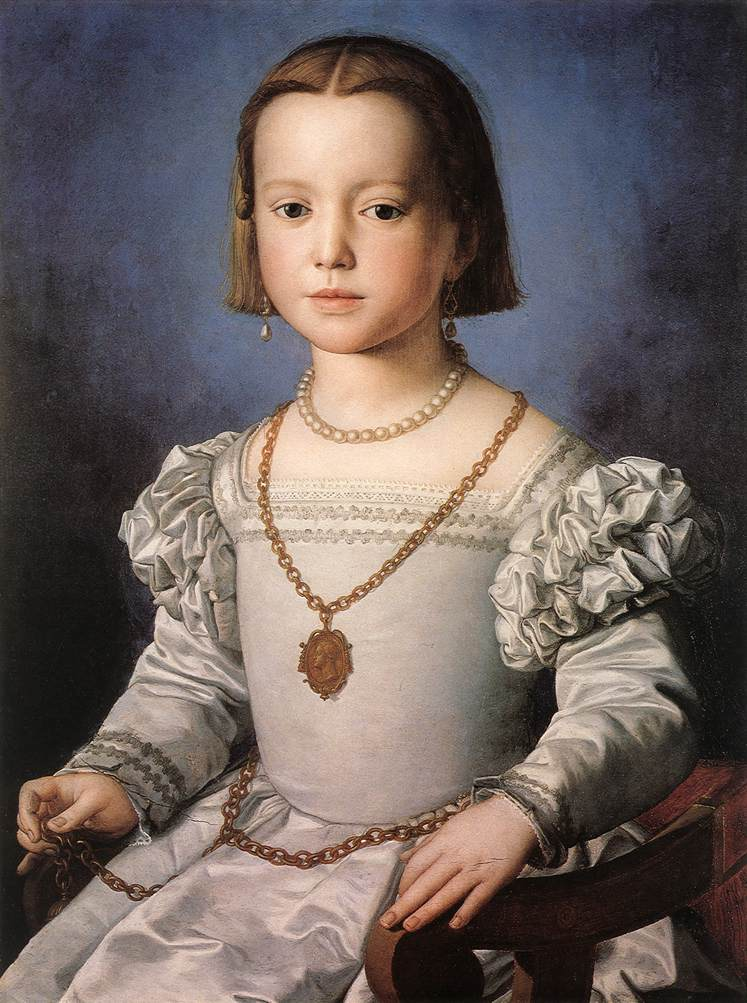
Bia
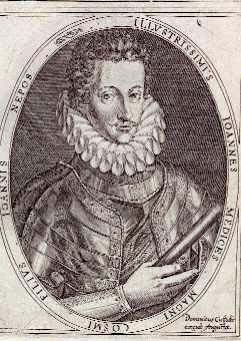
Jean

## Dans la culture
Cosme Ier de Toscane est un protagoniste du roman de Maggie O'Farrell Le Portrait de mariage, dont la version française est parue en 2023, dont sa fille Lucrèce de Médicis est le personnage principal.
Il est le personnage principal de Cosme 1er - Des miettes au festin d'Olivier Peru et Francesco Mucciacito, tome 4 de la série Médicis, Soleil Productions, 2017.